# JAWA 350 OHC
Jawa 350 OHC (také varianty Special, Scrambler a Sport) je motocykl firmy Jawa, vyráběný od roku 2017. Jelikož tento motocykl splňuje platné normy EURO 4 a EURO 5, může být prodáván na rozdíl od letité Jawy 350/640 i v Evropské unii. K roku 2020 se prodává v Česku, na Slovensku, v Rusku a Finsku.

## Popis
Designově se podobá motocyklu Jawa 350/634 ze 70. let minulého století. Na rozdíl od všech předešlých motocyklů se jménem Jawa 350, u kterých šlo o dvoutaktní dvouválec, v tomto případě jde o čtyřtaktní jednoválec (nižší emise). Základ vychází z čínského Shineray XY 400 (používá ho také francouzský motocykl Mash 400 nebo polský Romet Classic 400). Netradiční vzhled dodávají tělesa katalyzátorů na výfukových svodech před motorem. Spuštění motoru je elektrické a poprvé v historii značky Jawa je tento model vybaven brzdovým asistentem ABS. Prodávané barevné varianty jsou červená a černá.

## Varianty
Jawa 350 OHC Special byla varianta inspirovaná závodními motocykly Jawa ze 60. let. Kapotáž byla inspirovaná závodním čtyřválcem 350/673. Třetí verze Jawa 350 OHC Scrambler, vylepšovala terénní schopnosti a designem odkazovala na Jawu 250/353.
Od roku 2022 došlo ke zrušení výroby Specialu a Scrambleru. Naopak přibyl model Jawa 350 OHC Sport s vylepšenými jízdními vlastnostmi, zůstaly tak dvě prodávané varianty. Motor byl pozměněn na normu Euro 5, místo zadní bubnové brzdy se montuje brzda kotoučová, upravená byla zadní vidlice, přibyl olejový chladič a LED světla.

## Technické parametry
- Motor: Shineray OHC, vzduchem chlazený čtyřtaktní jednoválcový motor, doplněný o elektronické vstřikování Delphi
- Objem: 397 cm³
- Výkon: 20 kW @ 6500 ot./min
- Max.točivý moment: 30,6 Nm @ 5000 ot./min
- Norma: Euro 4/5
- Rozvor kol: 1420 mm
- Převodovka: pětistupňová ruční
- Kola: přední 19", zadní 18"
- Pneumatiky: přední 100/90/19, zadní 130/70/18
- Brzdy: zadní kotoučové 240 (původně bubnové 160 mm), přední kotoučové 276 mm s ABS
- Suchá hmotnost: 160 kg
- Max. rychlost: 115 km/h
- Spotřeba paliva: 3,2 l / 100 km